# Lero
Lero (in greco Λέρος?, Leros) è un'isola dell'Egeo nell'arcipelago del Dodecaneso. Fa parte dell'Unità Periferica di Calimno. Famosa nell'antichità per il culto alla dea Artemide, è oggi un'isola a prevalente economia turistica. Dal punto di vista amministrativo fa parte del comune omonimo, che comprende anche alcuni isolotti circostanti.

## Geografia
Lero è situata fra Calimno a sud,  Patmos e  Lipsi a nord. È un'isola montuosa, solcata da numerose e profonde insenature con piccole valli molto fertili

## Storia
I primi abitanti di Lero furono i Carii. Omero riferisce che le isole Kalinde (probabilmente Lero e Calimno) avevano partecipato alla campagna di Troia con l'invio di navi. In seguito i Dori conquistarono e colonizzarono Lero. Furono, a loro volta, scacciati da coloni di Mileto, provenienti dalla vicine coste dell'Asia minore. Quando Mileto fu conquistata dai Persiani, Lero seguì il destino della madre patria. Durante la guerra del Peloponneso Lero subì l'alterno predominio di Atene e di Sparta. Dall'epoca ellenistica fino ai nostri giorni seguì le sorti di Rodi. Passò all'Impero bizantino e nel XIII secolo fu ricompresa nello stato dei cavalieri dell'ordine di San Giovanni.
Questo stato si dissolse nel 1523 sotto i colpi degli Ottomani. Rimase sotto il dominio turco per quasi quattro secoli, ad eccezione di un breve periodo di tempo nel 1648 in cui passò sotto i Veneziani. Nel 1912, in seguito alla Guerra italo-turca, fu costituita a possedimento italiano del Dodecaneso.
Nel 1937 era anche un idroscalo della Regia Aeronautica sede della 185ª Squadriglia Ricognizione sui CANT Z.501.
Al 10 giugno 1940 era sede dell'84º Gruppo ricognizione (poi 84º Centro C/SAR) che era inquadrato nel Comando militare marittimo isole italiane dell'Egeo dell'Aviazione ausiliaria per la Marina con la 147ª e 185ª Squadriglia Ricognizione sui CZ 501.
Munita base navale italiana comandata dal contrammiraglio Luigi Mascherpa, fu teatro di aspri combattimenti dopo l'8 settembre 1943, nella battaglia di Lero; in aggiunta il comando alleato inviò alcune migliaia di uomini, britannici ed indiani, ad appoggiare la resistenza; nonostante i bombardamenti ed i tentativi di sbarco di truppe scelte germaniche, italiani ed alleati resistettero ai tedeschi per 52 giorni prima di capitolare, molti militari italiani, soprattutto ufficiali, vennero massacrati dai tedeschi dopo la resa e il contrammiraglio Mascherpa fu consegnato dai tedeschi alla RSI, che lo fucilò per la difesa di Lero. Nel 1947 fu unita allo stato greco.

## Località

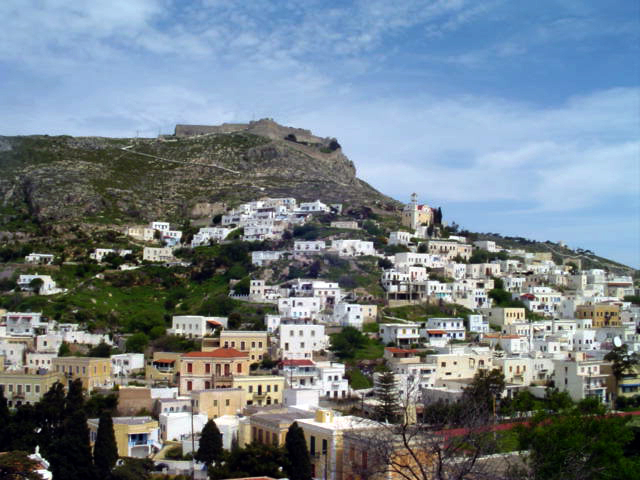
Il castello di Lero

Le località dell'isola, che costituiscono parte del comune di Lero, sono le seguenti:
- Agia Marina è il centro più importante di Lero nonché sede amministrativa di 2672 abitanti (dato 2001), situato sulla costa orientale nei pressi di una insenatura. L'abitato è dominato dal castello della Panagias dell'epoca dei cavalieri di Rodi che si trova però nel territorio di Pandeli.
- Platanos, c'è il municipio di Leros e la biblioteca comunale,  e si trova tra Agia Marina e Panteli.[3]
- Pandeli, villaggio di pescatori, è oggi un centro balneare rinomato e molto caratteristico: vi hanno sede diversi ristoranti e caffè sul lungomare. Si trova pochi km più a sud di Agia Marina e si affaccia sull'omonima baia che si trova esattamente sul versante opposto rispetto a quest'ultima.
  - Krithoni, a metà strada tra Agia Marina e Alinda dispone di numerosi alberghi e baiette cui si accede a volte solo dalle splendide residenze che vi sono collocate.
  - Alinda, è una località balneare di fronte ad Agia Marina: è la parte più turistica e giovane dell'isola con i suoi caffè che mandano musica a tutto volume per tutto il giorno. Un piccolo museo etnografico è ospitato nella villa Beleni, costruzione degli inizi del XIX secolo a forma di castello. Anche in questa zona vi sono numerosi ristoranti e gli hotel più esclusivi dell'isola nonché bellissime ville che occhieggiano dalla collina.
  - Panagies e più avanti Dio Liskaria sono due baie di grande bellezza e fino a qualche anno fa ci si arrivava con una strada sterrata, cosa che le ha fatte restare intatte per molto tempo. Oggi l'asfalto e qualche costruzione le hanno rese più turistiche e meno selvagge, compromettendo anche la bellezza dei fondali, per la frequentazione più numerosa. A Dio Liskaria in una baia un po' decentrata rispetto a quella turistica si può ancora praticare nudismo, cosa in passato assai diffusa da quelle parti.
- Lakki giace su un'insenatura della costa occidentale. È il punto di approdo delle navi che arrivano da Atene. È un gioiello naturalistico notevole: un porto naturale con la perfetta forma di un anello, non visibile dalla costa esterna dell'isola. Al tempo dell'occupazione italiana fu un'importante base navale conosciuta con il nome di Portolago, dove oltre alle attrezzature militari fu costruita una vera e propria città "ex novo" secondo i canoni del Razionalismo Italiano. Dopo decenni di abbandono, ha ritrovato splendore la sua struttura urbana con l'architettura in stile littorio, riconosciuta come una delle più importanti opere realizzate dal Movimento Moderno in architettura. Fu costruita secondo i canoni architettonici dell'epoca fascista che la rendono simile a Sabaudia. Nonostante i ripetuti bombardamenti subiti nel corso della seconda guerra mondiale, ha conservato il carattere dell'epoca. La chiesa di San Giovanni Evangelista ha qualche bel mosaico di epoca bizantina. A Lakki aveva sede un convento di suore italiane che hanno accolto nella scuola i bambini dell'isola durante l'occupazione insegnando loro anche la lingua italiana: non è raro poter parlare italiano con gli anziani che ricordano le suore con affetto e riconoscenza essendo coloro che li protessero durante l'occupazione nazista.

La leggenda vuole che sotto la baia di Lakki sia custodito un arsenale cui si ricorre per i fuochi d'artificio durante le feste. 
Nel 1982 fu donato al Comune di Lero dall'ARDE (Associazione Reduci dell'Egeo) un monumento in memoria dei militari italiani, greci ed inglesi caduti per la difesa di Lero in occasione della omonima battaglia. Nel 1983 veniva danneggiato da un attentato dinamitardo ed immediatamente ricostruito e riposizionato in un differente luogo. Nel 2015 veniva restaurato dell'AIAL (Associazione Italiani Amici di Leros) e re-inaugurato con la cerimonia del 14 settembre 2015.
- Gourna è una baia della costa occidentale poco frequentata dai turisti. È sabbiosa, una rarità sull'isola, e dà sul mare aperto. I fondali sono bassi e il sole resta su questa baia fino a sera. Lungo la spiaggia si trovano sovente i cosiddetti "Occhi di Athina". Sulla strada di Gourna con una piccola deviazione si raggiunge Agios Isidoros (Sant'Isidoro), una piccola ma suggestiva chiesetta costruita su uno scoglio unito alla terraferma da un lungo pontile in pietra che a volte viene sommerso dall'acqua.
- Xerocambos è un villaggio agreste sul fondo di un fiordo della costa sud, prospiciente l'isola di Kalimnos che dista appena un miglio nautico. Su un'altura a ridosso dell'abitato si erge il castello dei Lepidi o Paleocastro più antico di quello di Aya Marina. Sulla strada per raggiungere questa località si trova il manicomio di Lero che per anni l'ha resa tristemente famosa in tutta la Grecia. All'epoca dei "Colonnelli" vi venivano reclusi molti prigionieri politici, ma anche le persone più deboli: donne che rifiutavano il marito imposto dalla famiglia, ciechi, handicappati. Insomma tutti coloro che non dovevano essere visti in giro...
- Parteni (Partheni, gr. Παρθένι Λέρου) è la zona nord dell'isola:
  - Sulla strada per raggiungerla ha sede una grande base militare a causa della vicinanza dell'isola alla Turchia e vi sono zone interdette. Il piccolo aeroporto ora adibito anche a traffico civile era, fino a una ventina di anni fa, solo militare.
  - In quella zona vi è anche la darsena delle imbarcazioni private. Sulla strada della base militare si incontra il tempio di Artemide, oramai solo visibile nelle fondamenta e in pochi ruderi (probabilmente in epoca bizantina c'è stato un massiccio riutilizzo dei materiali) e vi sono tracce di sovrapposizione cristiana al culto della dea signora dell'isola. Passata la caserma vi sono le spiagge rosse di Agia Gourà e più oltre quella sassosa di Blefouti dove è piacevolissimo il bagno la mattina.

## Edifici importanti
Il manicomio, in seguito a uno scandalo scoppiato alla fine degli anni '80 del '900 e grazie all'intervento della Comunità Europea, soprattutto con una équipe italiana di Trieste, si è progressivamente aperto all'esterno e molti utenti sono liberi e abitano nelle case dell'isola, sotto la tutela di famiglie che risiedono nelle stesse costruzioni o abitano in piccole case all'interno del parco manicomiale, avendo riconquistato autonomie e dignità. Tutto ciò si deve anche a Franco Basaglia e ai medici ed educatori che da Trieste, dove hanno studiato e lavorato, hanno portato la loro esperienza su quest'isola, coinvolgendone gli abitanti e condividendo con loro l'integrazione nella "normalità" di coloro che per anni erano stati rinchiusi, ribadendo una volta di più che l'integrazione sociale si spiega alla gente soprattutto realizzandola in pratica. Sull'isola più volte l'anno ci sono mostre mercato dei manufatti che i pazienti producono nei laboratori e negozi aperti sull'isola. Molti abitanti trovano impiego nell'attività che coinvolge l'ormai ex manicomio.
"Non andate a Lero, è l'isola dei pazzi!" si diceva una volta, e non si è mai capito perché, visto che erano ben nascosti, abbandonati e dimenticati; oggi: una pace dignitosa tra abitanti ed ex ricoverati e un'isola incontaminata.